# 破爛的電梯
《破爛的電梯》（英語：The Ersatz Elevator）是雷蒙尼·史尼奇系列作品《波特萊爾大遇險》的第六部小說。波特萊爾三姐弟在這本書中被一對富有的夫婦收養，但他們的處境並沒變得比較好，而如影隨形般的老敵人歐拉夫伯爵又展開了新的邪惡計畫。

## 情節概要
銀行家波先生將波特萊爾三姐弟（紫兒、克勞斯和桑妮）送到黑暗大道667號（667 Dark Avenue）的新家，由於他們的新監護人史瓜樂夫婦住在頂樓公寓，三姐弟必須爬數十層樓梯上去。傑洛米·史瓜樂歡迎孤兒們來到新家，但他的妻子、本市第六重要重要財務顧問艾絲梅·史瓜樂卻不怎麼在乎波特萊爾三姐弟，她唯一在乎的是眼下當紅的事物認為是因為現前「孤兒當紅」才收養波特萊爾三姐弟。
三姐弟隨後發現，來和艾絲梅洽商拍賣會事宜的拍賣人甘特就是歐拉夫伯爵偽裝的，他用單片眼鏡遮住眉毛的特徵，並用長筒靴蓋住腳踝上的眼睛刺青。而傑洛米跟之前那些監護人一樣不相信三姐弟所說的話，認為他們是罹患「外人恐懼症」。
三姐弟懷疑甘特就躲藏在大樓內某處，克勞斯發現其中一個電梯入口的異常之處，三人進入電梯井內沿著繩子往下爬，最終在底層發現他們的朋友夸麥爾兄妹正被鎖在籠子內。夸麥爾兄妹告訴三姐弟說歐拉夫伯爵正計畫把他們藏在其中一項拍賣品內運出城外。波特萊爾三姐弟爬回頂層公寓去拿開鎖的工具，但當他們回來後卻發現夸麥爾兄妹已被甘特給帶走，而拍賣會正即將開始。三姐弟把真相告訴艾絲梅卻沒想到艾絲梅也是歐拉夫伯爵的同夥，艾絲梅把三姐弟推下電梯井，因為有一面繩網擋住三姐弟才讓他們能夠幸免於難。別無選擇的三姐弟爬到底層，沿著一條黑暗的地道前進來到盡頭處後，他們從天花板的活板門爬出來意外地發現這條地道原來通向他們已被大火燒毀的老家——波特萊爾大宅。三姐弟盡速趕到拍賣會現場，傑洛米與波先生等人都在場，三姐弟認為夸麥爾兄妹被藏在第五十號拍賣品中設法當眾將其打開卻只見到一堆花哨的小墊布。這時甘特不慎在眾人面前失足滑倒，他的靴子掉落讓眾人都看清他腳踝上的刺青，於是他與艾絲梅迅速逃出會場，而夸麥爾兄妹實際上被藏在第四十八號拍賣品中已被歐拉夫伯爵的同夥鉤子手男人運到車上。傑洛米由於沒有勇氣繼續幫波特萊爾三姐弟尋找夸麥爾兄妹便離開他們。波特萊爾三姐弟不得不跟著波先生想辦法找回夸麥爾兄妹。

## 改編作品
Netflix製作的電視劇《波特萊爾的冒險》第二季的第三、四集改編自本書。